# Joppidium arizonicum
Joppidium arizonicum là một loài tò vò trong họ Ichneumonidae.